# Centralny Urząd Skupu i Kontraktacji
Centralny Urząd Skupu i Kontraktacji – jednostka organizacyjna Rady Ministrów istniejąca w latach 1951–1953, powołana w celu przeprowadzenia kontraktacji i skupu produktów rolnych w sektorze indywidualnych gospodarstw rolnych.

## Działalność
Ustawą z 1951 r. utworzono Centralny Urząd Skupu i Kontraktacji, który podlegał prezesowi Rady Ministrów.
Do zakresu działania Centralnego Urzędu Skupu i Kontraktacji należało:
- planowanie, organizowanie i nadzorowanie kontraktacji, skupu i dostaw zbóż, roślin strączkowych, ziemniaków konsumpcyjnych, pasz i zwierząt rzeźnych (z wyjątkiem świń bekonowych);
- ustalanie norm (standardów) dotyczących artykułów spożywczych;
- koordynowanie i nadzorowanie działalności podległych przedsiębiorstw;
- współdziałanie z zainteresowanymi resortami i Centralą Rolniczych Spółdzielni „Samopomoc Chłopska” w zakresie kontraktacji i skupu artykułów objętych zakresem działania poszczególnych resortów;
- sprawy inwestycji i transportu na potrzeby kontraktacji i skupu.

Na czele Centralnego Urzędu Skupu i Kontraktacji stał prezes. Terenowymi oddziałami Centralnego Urzędu Skupu i Kontraktacji byli wojewódzcy i powiatowi pełnomocnicy urzędu. Na terenie gmin i gromad byli powoływani delegaci powiatowego pełnomocnika.
Dekretem z 1953 r. w miejsce zniesionego Centralnego Urzędu Skupu i Kontraktacji utworzono urząd Ministerstwa Skupu.

### Prezesowie
- Antoni Mierzwiński (1951–1953)